# Pierrepont (Calvados)
Pierrepont ist eine französische Gemeinde mit 84 Einwohnern (Stand: 1. Januar 2022) im Département Calvados in der Region Normandie. Sie gehört zum Arrondissement Caen und zum Kanton Falaise.

## Geografie
Pierrepont liegt rund neun Kilometer westlich von Falaise. Umgeben wird die Gemeinde von Saint-Germain-Langot im Norden, Leffard im Nordosten, Martigny-sur-l’Ante im Osten, Les Loges-Saulces im Südosten und Süden, Rapilly im Südwesten, Le Détroit im Westen sowie Tréprel in nordwestlicher Richtung.

## Bevölkerungsentwicklung
| Jahr                             | 1793 | 1836 | 1876 | 1926 | 1946 | 1968 | 1990 | 2016 |
| Einwohner                        | 300  | 248  | 197  | 113  | 104  | 112  | 92   | 93   |
| Quelle: Cassini, EHESS und INSEE |      |      |      |      |      |      |      |      |

## Sehenswürdigkeiten
- Kirche Saint-Julien aus dem 13. beziehungsweise 18. Jahrhundert, teilweise Neubau, als Monument historique klassifiziert[3]
- zahlreiche Häuser und Bauernhöfe aus dem 16. bis 19. Jahrhundert, die ebenfalls als Monument historique ausgewiesen sind[4]